# Giovanni Girolamo Saccheri
Giovanni Girolamo Saccheri (Sanremo, 5 de setembro de 1667 — Milão, 25 de outubro de 1733) foi um padre jesuíta e matemático italiano.

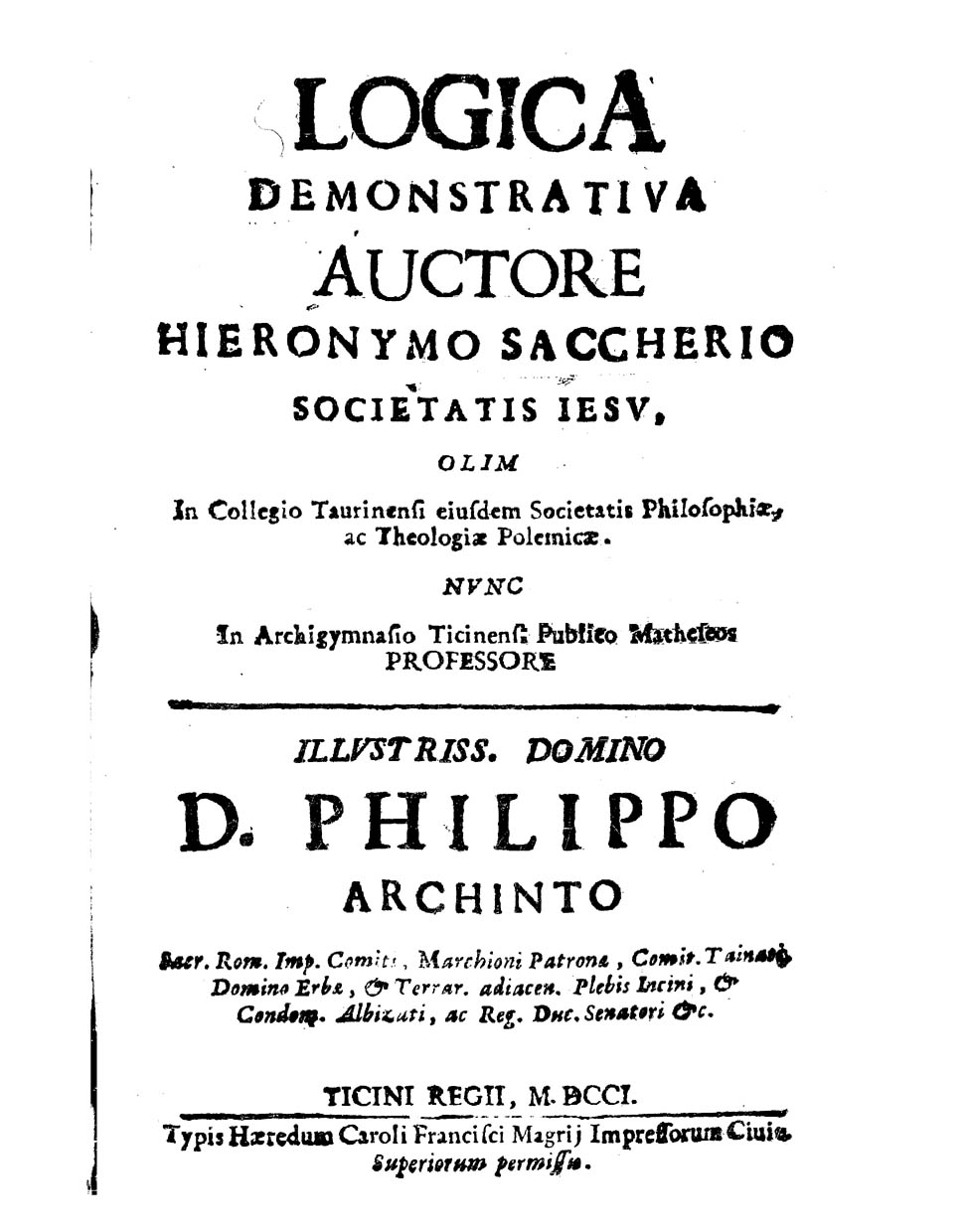
Logica demonstrativa, 1701

Nascido em Sanremo, Saccheri entrou para a Ordem dos jesuítas em 1685 e tornou-se padre em 1694. Ensinou filosofia em Turim de 1694 a 1697, e filosofia, teologia e matemática em Pádua de 1697 até a sua morte. Era protegido do matemático Tommaso Ceva e publicou vários trabalhos incluindo Quaesita geometrica (1693), Logica demonstrativa (1697) e Neo-statica (1708).
É primeiramente conhecido pela sua última publicação, de 1733, pouco antes da sua morte. Atualmente considerado como sendo historicamente o segundo trabalho de Geometria Não-Euclidiana, a obra Euclides ab omni naevo vindicatus (Euclides livre de qualquer falha) permanecia na obscuridade até ser redescoberta por Eugenio Beltrami em meados do século XIX.
Muitas das ideias de Saccheri haviam sido precedidas no Século XI pelo polimata persa Omar Khayyam em sua obra "Discussão sobre as dificuldades de Euclides" (Risâla fî sharh mâ ashkala min musâdarât Kitâb 'Uglîdis), um fato ignorado da maioria das fontes do Ocidente até recentemente.
Não está claro se Saccheri teve acesso a esse trabalho ou desenvolveu suas ideias de forma independente. A figura até então conhecida como quadrilátero de Saccheri é agora algumas vezes referida como "Quadrilátero Khayyam-Saccheri", graças a correspondência dos escritos.
O objetivo do trabalho de Saccheri era estabelecer de maneira ostensiva a validade de Euclides através do uso de uma redução ao absurdo (reductio ad absurdum) que provasse o postulado das paralelas, objeto de discussões que vinham pelo menos desde o grego Proclo (século V). Para começar, ele assumiu que o postulado das paralelas era falso e tentou deduzir as contradições disso. 
O postulado de Euclides partia da soma de ângulos internos de 180°, então Saccheri considerou as hipóteses para medidas menores ou maiores de 180°.
A primeira conclusão foi que as linhas retas são finitas, o que contradiz o segundo postulado de Euclides. Daí Saccheri corretamente o rejeitou. Contudo, hoje em dia esse princípio é aceito como base da Geometria das Elípticas, na qual tanto o segundo como o quinto postulados são rejeitados.
A segunda premissa não foi tão fácil de refutar. De fato, não foi capaz de deduzir logicamente uma contradição e assumiu muitos resultados não intuitivos; por exemplo, que os triângulos tinham uma área máxima finita e que existia uma unidade absoluta de comprimento. Finalmente, elaborou a seguinte conclusão: "a hipótese do ângulo agudo (menores que 90°) é absolutamente falsa, pois é incompatível com a natureza das linhas retas". Atualmente, seus resultados são teoremas da Geometria das Hipérboles.
Existem alguns argumentos sobre o que realmente Saccheri pensava disso, dada a sua publicação ter sido apenas no fim da vida, e que o aproximava bastante da descoberta da Geometria Não-Euclidiana e sua lógica. Alguns acreditam que Saccheri apenas concluiu de uma maneira que tentava evitar críticas ao assumir aspectos aparentemente ilógicos da geometria das hipérboles.